# جمعية كشافة دومينيكا
جمعية كشافة دومينيكا هي المنظمة الكشفية الوطنية في دومينيكا، تأسست في عام 1929، وأصبحت عضوا في المنظمة العالمية للحركة الكشفية في عام 1990. وشاركت بالعديد من الأنشطة التعليمية وتضم الجمعية 1100 عضو اعتبارا من عام 2004.
جمعية كشافة دومينيكا تنشط بشكل رئيسي في قرى هذه الجزيرة الكاريبية. برامج دومينيكا تتابع عن كثب من قبل المملكة المتحدة.
شاركت جمعية كشافة دومينيكا في العديد من المخيمات في منطقة البحر الكاريبي، واستضافت منطقة البحر الكاريبي المخيم عام 1994.